# 科斯塔·加夫拉斯
康斯坦丁诺斯·加夫拉斯（1933年2月12日—），希腊裔法国导演、制片人，代表作《大風暴》。

## 生平
早期生活
科斯塔·加夫拉斯出生於阿卡迪亞州的伊萊亞自治市。他和家人在伯羅奔尼撒半島的一個村莊度過了第二次世界大戰，戰後搬到了雅典。因父親曾是希臘抵抗運動民族解放陣線的成員，並在希臘內戰期間被監禁。由於父親的共產黨員身份使加夫拉斯無法在希臘上大學或獲得前往美國的簽證，因此高中畢業後定居於法國，並於1951年開始在索邦大學學習文學。
早期職涯
1956年，大學畢業後前往高級電影研究學院學習電影。自電影學校畢業後，師從伊夫·阿萊格雷，並成為讓·季奧諾和雷内·克萊爾的助理導演。在擔任第一助理導演後，於1965年執導第一部劇情長片《火車情殺案》。
1967年，執導的第二部長片《多餘的人》入選第5屆莫斯科影展正式競賽單元。
1969年，第三部長片《大風暴》敘述尚·路易·特罕狄釀飾演的一名調查法官試圖查明尤·蒙頓飾演的著名左翼政治家被謀殺的真相，而政府官員和軍方則試圖掩蓋他們的角色。這部電影影射了1963年希臘政治家格里戈里斯·蘭布拉基斯遇刺事件的故事。它產生了額外的共鳴，因為在上映時，希臘已經被希臘軍政府統治了兩年。《大風暴》贏得第22屆坎城影展評審團獎、第42屆奧斯卡金像獎最佳外語片獎、金球獎最佳外語片等諸多獎項。加夫拉斯與共同編劇豪爾赫·森普倫獲得了美國神秘作家協會頒發的愛倫·坡獎最佳電影劇本。

## 作品

### 電影長片
- 1965年：《火車情殺案（法语：Compartiment tueurs）》
- 1967年：《多餘的人（法语：Un homme de trop）》
- 1969年：《大風暴》
- 1970年：《大冤獄（法语：L'Aveu）》
- 1972年：《圍城（法语：État de siège (film, 1972)）》
- 1975年：《特別法庭（法语：Section spéciale (film)）》
- 1979年：《女性之光（法语：Clair de femme (film)）》
- 1982年：《大失蹤（英语：Missing (1982 film)）》
- 1983年：《漢娜·考夫曼的故事（法语：Hanna K.）》
- 1986年：《家族理事會（法语：Conseil de famille (film)）》
- 1988年：《叛侶》
- 1989年：《八音盒（英语：Music Box (film)）》
- 1993年：《小啟示錄（法语：La Petite Apocalypse）》
- 1997年：《危機最前線（英语：Mad City (film)）》
- 2002年：《見證人》
- 2005年：《職場殺手（法语：Le Couperet）》
- 2009年：《伊甸在西方（法语：Eden à l'ouest）》
- 2012年：《資本之戰（法语：Le Capital (film)）》
- 2019年：《錢鬥遊戲（希臘語：Ενήλικοι στην αίθουσα）》

## 延伸阅读
- Costa-Gavras. . Paris: Éditions du Seuil. 2018. ISBN 978-2-02-139389-7 （法语）.
- Michalczyk, John J. . Philadelphia: Art Alliance Press. 1984. ISBN 0-87982-029-2.
- Riambau, Esteve. . Valladolid: 48 Semana Internacional de Cine. 2003. ISBN 84-87737-49-8 （西班牙语）.
- Rizza, Gabriele; Rossi, Giovanni Maria; Tassone, Aldo (编). . Firenze: Aida Edizioni. 2002. ISBN 88-8329-097-6 （意大利语）.

## 外部連結
- 科斯塔·加夫拉斯在互联网电影资料库（IMDb）上的資料（英文）
- 科斯塔·加夫拉斯在豆瓣上的资料（简体中文）